# شوربلاغ (تشالدران)
شوربلاغ (بالفارسية: شوربلاغ) هي قرية تقع في قسم ببه‌جيك (مقاطعة تشالدران) في إيران. يقدر عدد سكانها بـ 17 نسمة بحسب إحصاء 2016.